# Томас Урбан

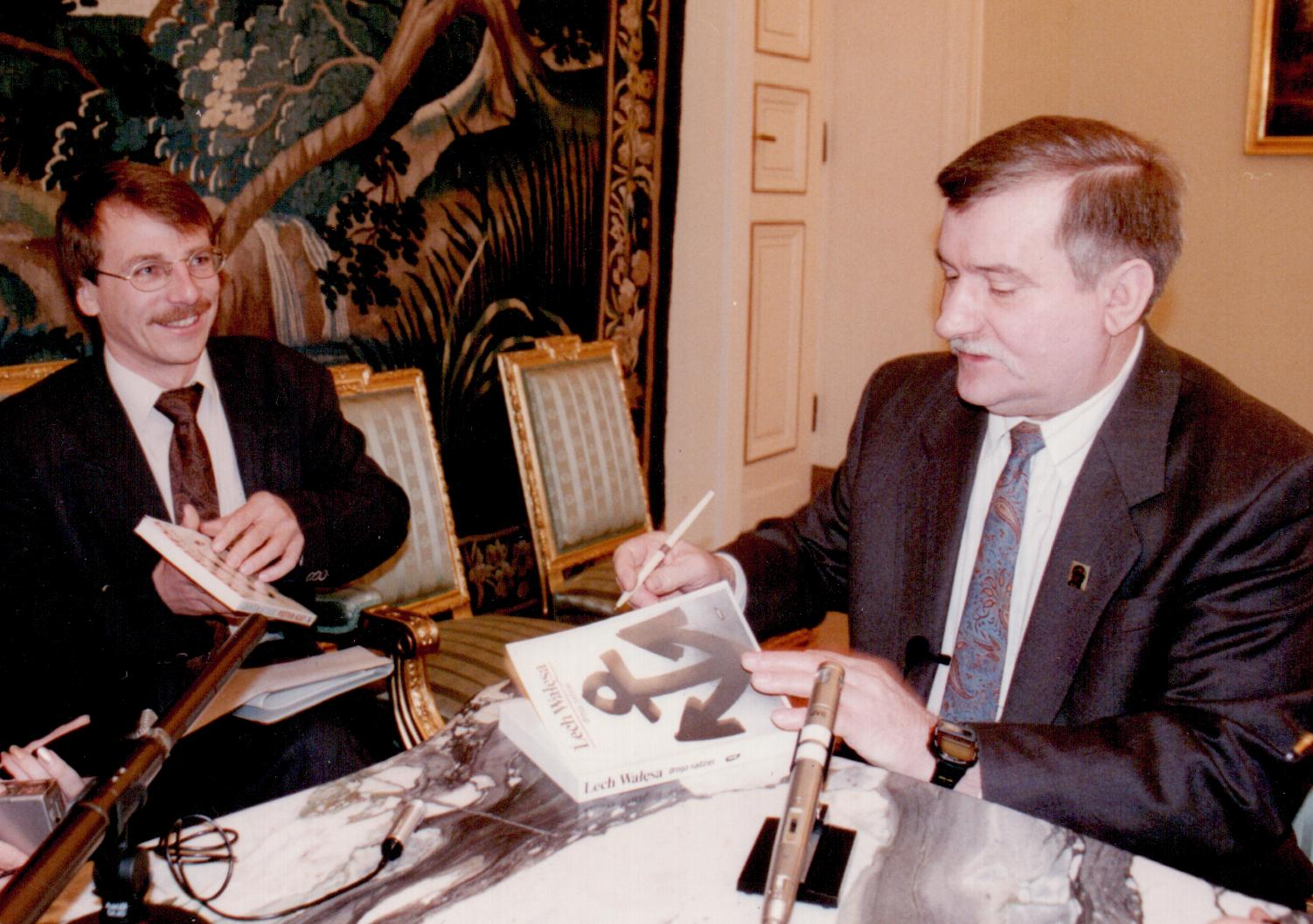
Томас Урбан (ліворуч) бере інтерв'ю у Леха Валенси (1992)

Томас Урбан (нім. Thomas Urban; нар. 20 липня 1954, Лейпциг, Німеччина) — німецький журналіст та письменник.

## Біографія
Урбан народився в 20 липня 1954 року в Лейпцигу. Коли йому виповнилось 15 місяців, сім'я втекла з НДР до ФРН.
Він провів шкільний період в Берггемі поблизу Кельна. Він займався дзюдо (він має чорний пояс і тренерську кваліфікацію). Він закінчив військову службу в бундесвері як офіцер резерву.
Урбан вивчав романську і слов'янську філологію та історію Східної Європи в Кельні (з семестрами в Тури, Києві та Москві. Він зробив магістерську роботу про російських песаріїв емігрувані до Парижу після громадянської війни в Росії (Бунін, Берберова, Газданов, Цвєтаєва, Ходасевич і др.).
Він був співробітником російського дисидента Лва Коп'єлева в Кельні. B 1981/82
аспірантура в Московському державному університеті імені Ломоносова.
Після повернення до Німеччини він почав працювати журналістом. Він був редактором інформаційних агентств Ассошіейтед прес (Нью-Йорк) та ДПА (Гамбург).
З 1987 року він працює журналістом газети Süddeutsche Zeitung. З 1988 р по 2012 р.- кореспондент в Східній Європі, спочатку в Варшаві, потім у Москві, потім у Києві та знову у Варшаві. Він повідомив про розпуск Східного блоку та Разієцького союзу, писав репортажі про війни в Чечні. Він був свідком Помаранчевої революції, він інтерв'ював президентів Ющенко та Янукович. Він був першим автором на Заході, який на основі досліджень Володимира
Пристайко описав Матч смерті як легенду радянської мітології.
З 2012 року Урбан працює як кореспондент в Мадриді.
Урбан є автором історичних книг про польсько-німецькі відносини і про письменників російської еміграції. Він також написав книгу про конфлікт між Росією та Україною у 2014 році під заголовком: «Помилки Кремля. Чому ми повинні зупинити війну у Східній Європі.» У ній він розкритикував анексію Криму та російське вторгнення на Донбас як порушення міжнародного права. У своїй книзі "Косий взгляд", опублікованій напередодні ескалації російської агресії проти України в лютому 2022 р., він критикував м'яку політику німецьких урядів щодо Москви та ігнорування застережень колишніх країн Східного блоку в ЄС, включно з Польщею, проти імперіалістичних амбіцій Путіна. За його словами, основними факторами розпаду Східного блоку і відмови Москви від НДР у 1990 р. стали військовий та економічний тиск з боку США за Рональда Рейгана, включно з повінню світового ринку дешевою нафтою, що призвело до втрати Москвою валютної виручки.

## Книги
- Deutsche in Polen. Geschichte und Gegenwart einer Minderheit. Мюнхен, 1993; ISBN 3-406-37402-6
- Polen. Мюнхен, 1998; ISBN 3-406-39875-8
- Vladimir Nabokov — Blaue Abende in Berlin. Берлін, 1999; ISBN 3-549-05777-6 (російське видання: Владимир Набоков в Берлине; Москва, 2004, ISBN 5-7784-0289-9)
- Von Krakau bis Danzig. Eine Reise durch die deutsch-polnische Geschichte. Мюнхен, 2000; ISBN 3-406-46766-0
- Russische Schriftsteller im Berlin der zwanziger Jahre; Берлін, 2003; ISBN 3-89479-097-0 (російське видання: Русские писатели в Берлине в 20-е годы ХХ века; Санкт-Петербург 2014, ISBN 978-5-87417-494-1)
- Der Verlust. Die Vertreibung der Deutschen und der Polen im 20. Jahrhundert; Мюнхен, 2004; ISBN 3-406-52172-X
- Polen; Мюнхен, 2008 (серія: Die Deutschen und ihre Nachbarn. Видавці: Helmut Schmidt / Richard von Weizsäcker); ISBN 978-3-406-57852-6
- Schwarze Adler, Weiße Adler. Deutsche und polnische Fußballer im Räderwerk der Politik; Геттінген, 2011; ISBN 978-3-89533-775-8
- Katyn 1940. Geschichte eines Verbrechens; Мюнхен, 2015; ISBN 978-3-406-67366-5.
- Die Irrtümer des Kremls. Warum wir den Krieg im Osten Europas stoppen müssen; Мюнхен, 2015; ISBN 978-3-86497-300-0.
- Katyń. Zbrodnia i walka propagandowa wielkich mocarstw; Варшава, 2019; ISBN 978-83-111-5361-5.
- з Матіасом Дробінським (Matthias Drobinski): Johannes Paul II. Der Papst, der aus dem Osten kam; Мюнхен, 2020; ISBN 978-3-406-74936-0
- Verstellter Blick. Die deutsche Ostpolitik; Берлін, 2022; ISBN 978-3-949262-16-6
- Lexikon für Putin-Versteher. Legenden Lügen LGBT; Берлін 2023 ISBN 978-3-949262-34-0